# 1ª Divisão 1961 (hockey su pista)
La 1ª Divisão 1961 è stata la 23ª edizione del torneo di primo livello del campionato portoghese di hockey su pista. La manifestazione fu disputata tra il 6 giugno e il 27 novembre 1961. Il titolo è stato conquistato dal Benfica per la sesta volta nella sua storia.

## Stagione

### Formula
La 1ª Divisão 1961 vide ai nastri di partenza ventidue club divisi in due gironi; ogni girone fu organizzato con un girone all'italiana, con gare di andata e ritorno. Erano assegnati tre punti per l'incontro vinto e due punti a testa per l'incontro pareggiato, mentre ne era attribuito uno solo per la sconfitta. Al termine della prima fase le prime quattro squadre di ogni gruppo si qualificarono alla fase finale; la vincitrice venne proclamata campione del Portogallo.

## Prima fase

### Regional do Norte
|  | Pos. | Squadra                  | Pt | G  | V  | N | P  | GF | GS | DR  |
|  | ---- | ------------------------ | -- | -- | -- | - | -- | -- | -- | --- |
|  | 1.   | Infante de Sagres        | 51 | 18 | 16 | 1 | 1  | 87 | 32 | +55 |
|  | 2.   | Académica                | 44 | 18 | 12 | 2 | 4  | 85 | 42 | +43 |
|  | 3.   | Espinho                  | 42 | 18 | 12 | 0 | 6  | 65 | 44 | +21 |
|  | 4.   | Educação Fisica Do Norte | 38 | 18 | 9  | 2 | 7  | 49 | 39 | +10 |
|  | 5.   | Sanjoanense              | 36 | 18 | 7  | 4 | 7  | 51 | 50 | +1  |
|  | 6.   | Valongo                  | 34 | 18 | 8  | 0 | 10 | 49 | 72 | -23 |
|  | 7.   | Estrela                  | 33 | 18 | 7  | 1 | 10 | 50 | 58 | -8  |
|  | 8.   | Porto                    | 29 | 18 | 5  | 1 | 12 | 36 | 61 | -25 |
|  | 9.   | Escola Livre             | 29 | 18 | 5  | 1 | 12 | 46 | 79 | -33 |
|  | 10.  | Carvalhos                | 22 | 18 | 2  | 1 | 14 | 29 | 71 | -42 |

Legenda:
  Qualificata alla fase finale.
      Retrocesse in 2ª Divisão 1962.
Note:
Tre punti a vittoria, due a pareggio, uno a sconfitta.

### Regional do Sul
|       | Pos. | Squadra          | Pt | G  | V  | N | P  | GF | GS  | DR  |
| ----- | ---- | ---------------- | -- | -- | -- | - | -- | -- | --- | --- |
|       | 1.   | Benfica          | 58 | 22 | 17 | 2 | 3  | 87 | 44  | +43 |
|       | 2.   | Campo de Ourique | 55 | 22 | 15 | 3 | 4  | 88 | 40  | +48 |
|       | 3.   | Sintra           | 52 | 22 | 15 | 0 | 7  | 80 | 51  | +29 |
|       | 4.   | Sporting CP      | 52 | 22 | 13 | 4 | 5  | 70 | 46  | +24 |
| [ 1 ] | 5.   | Paço de Arcos    | 49 | 22 | 12 | 3 | 7  | 82 | 60  | +22 |
|       | 6.   | CUF Barreiro     | 45 | 22 | 11 | 1 | 10 | 58 | 63  | -5  |
|       | 7.   | Oeiras           | 44 | 22 | 10 | 2 | 10 | 61 | 55  | +6  |
|       | 8.   | Cascais          | 40 | 22 | 7  | 4 | 11 | 54 | 72  | -18 |
|       | 9.   | Mundet           | 38 | 22 | 7  | 2 | 13 | 64 | 79  | -15 |
|       | 10.  | Lisgas           | 36 | 22 | 7  | 0 | 15 | 62 | 78  | -16 |
|       | 11.  | CF Benfica       | 35 | 22 | 6  | 1 | 15 | 44 | 66  | -22 |
|       | 12.  | Vilafranquense   | 19 | 22 | 1  | 0 | 21 | 21 | 117 | -96 |

Legenda:
  Qualificata alla fase finale.
      Retrocesse in 2ª Divisão 1962.
Note:
Tre punti a vittoria, due a pareggio, uno a sconfitta.

## Fase finale
|       | Pos. | Squadra           | Pt | G  | V  | N | P  | GF | GS | DR  |
| ----- | ---- | ----------------- | -- | -- | -- | - | -- | -- | -- | --- |
|       | 1.   | Benfica           | 26 | 14 | 13 | 0 | 1  | 52 | 23 | +29 |
|       | 2.   | Campo de Ourique  | 19 | 14 | 8  | 3 | 3  | 64 | 39 | +25 |
|       | 3.   | Paço de Arcos     | 16 | 14 | 6  | 4 | 4  | 51 | 43 | +8  |
| [ 2 ] | 4.   | Sneci             | 14 | 14 | 6  | 2 | 6  | 51 | 45 | +5  |
|       | 5.   | Académica         | 13 | 14 | 6  | 1 | 7  | 42 | 37 | +5  |
|       | 6.   | Infante de Sagres | 10 | 14 | 4  | 2 | 8  | 34 | 53 | -19 |
|       | 7.   | Espinho           | 7  | 14 | 3  | 1 | 10 | 33 | 52 | -19 |
| [ 3 ] | 8.   | Ponta Delgada     | 5  | 14 | 2  | 1 | 11 | 25 | 65 | -40 |

Legenda:
      Campione del Portogallo.
Note:
Due punti a vittoria, uno a pareggio, zero a sconfitta.